# SingStar
SingStar — серия соревновательных музыкальных игр для игровых приставок PlayStation. Игры серии разработаны компанией London Studio и изданы Sony Interactive Entertainment. Наибольшее число игр предназначено для приставок PlayStation 2 и PlayStation 3. Игры серии также доступны в качестве бесплатного загружаемого приложения для приставки PlayStation 4, однако пользователи должны покупать отдельные загружаемые песни или их наборы. Игры серии получили множество отдельных изданий не на английском языке в различных европейских странах.
Игры серии SingStar для PlayStation 2 и PlayStation 3 могли распространяться либо в обычном формате игры на диске, либо в комплекте с двумя микрофонами красного и синего цвета, подключаемыми по USB. Также был доступен вариант с беспроводными микрофонами. Игры совместимы с камерами EyeToy, PlayStation Eye и камерой PlayStation 4, что позволяет игрокам видеть или записывать своё пение.

## Общая характеристика

### Геймплей
В играх серии SingStar игрок должен петь в соответствии с музыкой, за что ему начисляются очки. Игрок взаимодействует со своей приставкой посредством микрофонов SingStar во время проигрывания на экране музыкального видеоклипа. Высота звука, которую должен исполнить игрок, отображается в виде горизонтальных серых полос, играющих роль нотного стана, при этом соответствующий фрагмент текста песни отображается в нижней части экрана. Количество начисленных очков выбирается на основе анализа исполнения игрока и сравнения полученных данных высоты голоса и синхронности пения с оригинальной записью. В различных режимах игры данный принцип может несколько видоизменяться, оставаясь в целом неизменным.
В играх серии имеется ряд игровых режимов. В обычном режиме игроки могут петь в одиночку или вдвоём, соревнуясь между собой, либо в дуэте. Также в играх представлен режим «Передай микрофон» (англ. Pass the Mic), в котором могут соревноваться до восьми человек в двух командах в серии раундов. В оригинальной игре SingStar для PlayStation 2 был представлен режим «Создание Звезды» (англ. Star Maker), представляющий собой режим карьеры для одного игрока. Однако из следующих игр этот режим был исключен, ввиду бо́льшей популярности многопользовательского режима и режима вечеринки (англ. party mode).
Версии игр для PlayStation 3 также имеют поддержку трофеев, которые можно получить, достигая определённых целей.

### Звукозаписи
Большинство игр серии SingStar для PlayStation 2 различаются между собой только списком звукозаписей, содержащихся на компакт-диске игры. Обычно на диске с играми серии SingStar содержится 30 записей. Отдельные игры серии содержат песни в каком-то произвольном жанре, например, рок-музыка (игра SingStar Rocks!) или поп-музыка (игра SingStar Pop). Иногда при локализации игр серии для разных регионов также заменяются и звукозаписи для соответствия другим рынкам и территориям. Кроме того, значительное число игр серии SingStar не на английском языке издано исключительно в некоторых европейских странах.
Все игры серии, кроме оригинальной игры SingStar и игры Singalong with Disney для PlayStation 2, позволяют игроку поменять диск с игрой (называемый master disc) на диск с другой игрой SingStar. Это позволяет получить доступ к звукозаписям другой игры без необходимости перезагружать приставку. Также эта возможность позволяет проигрывать звукозаписи с дисков для PlayStation 2 на приставке PlayStation 3, запуская master disc, предназначенный для данной приставки. Эта функция работает независимо от того, поддерживает ли запуск дисков от PlayStation 2 аппаратная реализация имеющейся у игрока приставки PlayStation 3. После замены диска игра сохраняет функции и внешний вид, присущий игре, которая была изначально запущена. При помощи этой функции игроки могут запустить более новую игру, затем заменить диск на содержащий более старую игру, чтобы таким образом получить новые функции и внешний вид для старой игры.

### Сетевые возможности
В версия SingStar для PlayStation 3 был представлен ряд онлайн-возможностей, доступных через PlayStation Network. Пользователи могут приобретать песни в интернете на сайте SingStore, что позволяет расширять доступный пользователям набор звукозаписей. При запуске SingStore в Австралии в 2007 году в нём была представлена 41 песня, тогда как по состоянию на 2009 год их количество увеличилось до 1108. Изначально все музыкальные видеоклипы были доступны в стандартном разрешении, впоследствии велись работы по добавлению к видеоклипам их HD-версий при наличии такой возможности.
Версия SingStar для PlayStation 3 обладает интернет-ресурсом сообщества под названием My SingStar Online. Идея создания такого ресурса была подсказана людьми, которые загружали фото и видео с вечеринок, где они играли в SingStar, на веб-сайты типа Flickr и YouTube. Игра сохраняет фотографии и видеоролики людей, играющих в SingStar, при помощи PlayStation Eye или другой совместимой USB-камеры. Эти фото и видео могут быть записаны на жёсткий диск PlayStation или загружены на ресурс My SingStar Online. Пользователи могут оценивать выступления друг друга и оставлять комментарии на страницах профилей других пользователей.

## Издания
Всего в серии игр SingStar выпущено более 70 складских учетных единиц, среди которых 16 предназначены для Великобритании и Австралии и 10 — для Северной Америки. Кроме того, для отдельных европейских стран был выпущен ряд специальных локализованных версий не на английском языке, в том числе для Австрии, Бельгии, Германии, Испании, Италии, Нидерландов, Норвегии, Португалии, Франции, Хорватии, Швеции. Несмотря на то, что наибольшее количество игр серии вышло для приставки PlayStation 2, ряд игр был выпущен для PlayStation 3. Игра SingStar Ultimate Party выпущена как для PlayStation 3, так и для PlayStation 4. Последняя игра в серии, SingStar Celebration, вышла 24 октября 2017 года на PlayStation 4.

### SingStar DanceиSingStar Guitar
На выставке E3 в 2010 году Sony объявила, что намерена расширить аудиторию при помощи игр SingStar Dance и SingStar Guitar. В дополнение к пению первая игра привнесла в серию элементы танца при помощи контроллера PlayStation Move. Вторая игра позволяет пользователю играть на гитаре, используя для этого любой совместимый гитарный контроллер. Игра Guitar вышла в октябре 2010 года, а Dance — через месяц. Обе эти игры впоследствии не получили продолжения.

### Free-to-play
О переходе серии на финансовую модель free-to-play Sony объявила 23 октября 2012 года. Для этого в ближайшем обновлении программного обеспечения PlayStation 3 было встроено бесплатное приложение SingStar. Среди новшеств появилась возможность использовать контроллер PlayStation Move в качестве микрофона, а также обновление списка трофеев. Звукозаписи могут быть проиграны с розничного компакт-диска с игрой для PlayStation 2 или PlayStation 3 (но не могут быть скопированы на жёсткий диск), либо после покупки через SingStore.
Обновление программного обеспечения PlayStation 3 до версии 4.30 стало доступным 24 октября 2012 года. Оно вызвало ряд жалоб, поскольку значок приложения стал обязательным на всех европейских приставках PlayStation 3 без возможности его убрать через меню XrossMediaBar. Несмотря на недовольство пользователей, ничего не было предпринято в этом направлении, за исключением обновления значка 28 октября 2014 года.

## Разработка

### Первоначальные разработки
Разработка технологии, на которой основаны игры SingStar, начиналась как исследования в области голосового ввода отделом прототипирования SCE London Studio. Изначальной целью проекта была разработка системы определения высоты звука, а также проектов игр, предназначенных для детской аудитории. Были разработаны два основных игровых проекта. Одним из них стал Songlines — приключенческая игра с видом от третьего лица, в которой игрок мог петь, чтобы открыть новые области. Вторым проектом игры стал SingAlong Safari, где игрок должен выполнять задания посредством пения вместе с животными.
В 2003 году вектор разработки изменился. В новом проекте были представлены современные музыкальные видеоклипы, а также поддержка двух микрофонов для возможности многопользовательской игры. Этот прототип подвергся дальнейшему развитию посредством добавления в него технологии определения высоты звука, отображения базового интерфейса, системы начисления очков, а также не лицензированных (на тот момент) музыкальных фрагментов. Первая демонстрация игры была проведена на конференции Team SCEE в Париже, где были представлены песни Wonderwall от Oasis и Independent Women от Destiny's Child.

### Оборудование

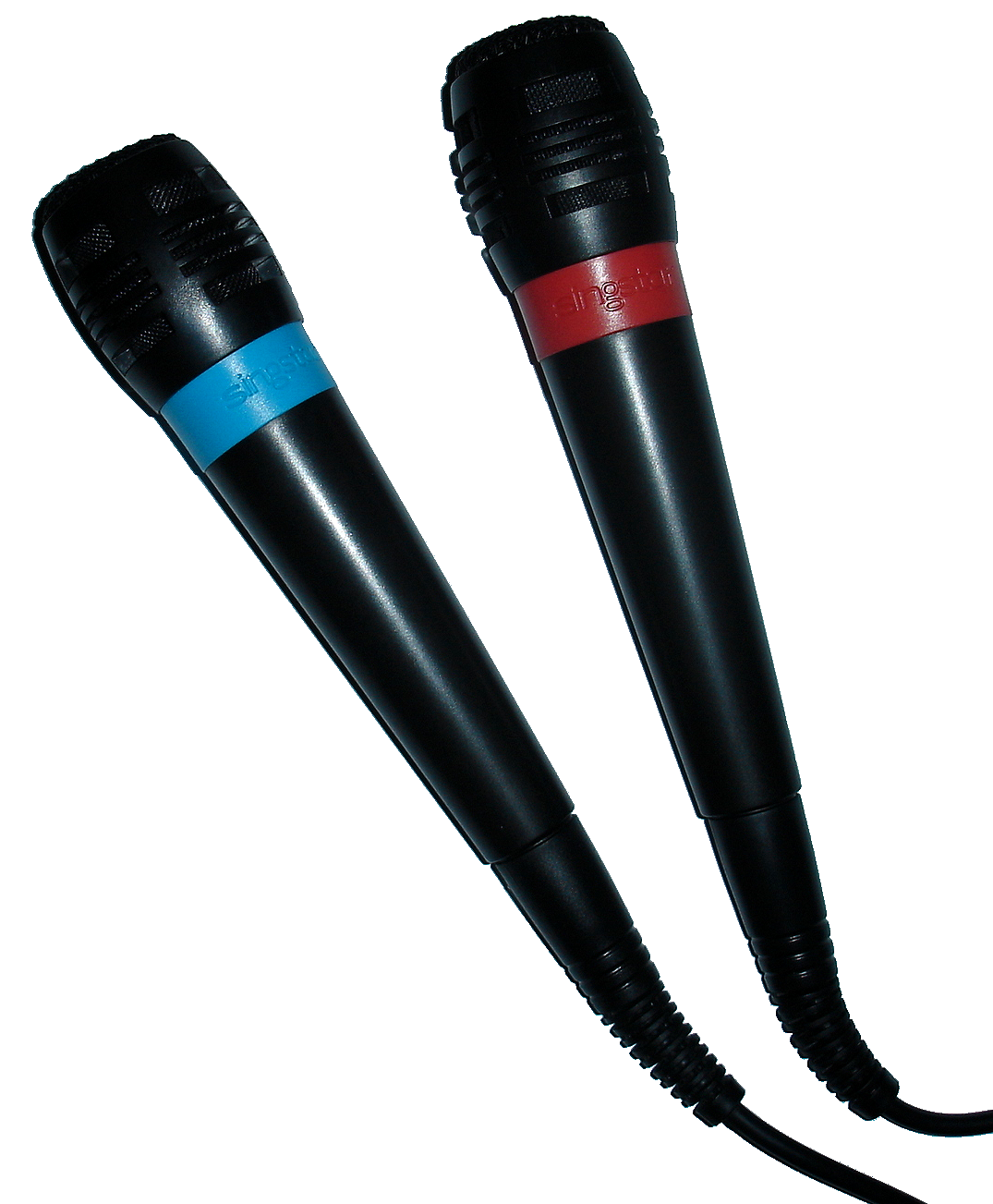
Микрофоны SingStar

Для возможности играть в игры серии SingStar необходимы микрофоны торговой марки SingStar — один синего и один красного цвета. Они подключаются к приставкам PlayStation через специальный преобразователь USB (англ. USB converter). Преобразователь нужен для того, что оба микрофона могли быть подключены в один разъем USB, поскольку PlayStation 2 и поздние версии PlayStation 3 оснащались всего двумя разъемами USB, тогда как второй разъем требуется для подключения камеры. Изначально в качестве альтернативы для микрофонов предлагалось использовать гарнитуру PlayStation 2 Headset, однако её технические характеристики были оценены как недостаточные, а в London Studio понимали, что микрофоны в руке важны для придания аутентичности.
Беспроводные микрофоны с передающим устройством на частоте 2,4 ГГц, подключаемым по USB, поступили в продажу в странах Европы в марте 2009 года. Планировалось, что микрофоны, работающие через Bluetooth, будут предложены одновременно с версией SingStar для PlayStation 3, однако быть выявлены сложности с одновременным использованием двух Bluetooh-микрофонов. Версия игры для PlayStation 3 вышла с теми же USB-микрофонами, что и для PlayStation 2.
Пользователям версий игр для PlayStation 4, начиная с 21 мая 2014 года, стала доступна функция, позволяющая использовать в качестве микрофона смартфон. Эта функция также доступна в версии для PlayStation 3.

### Звуковые технологии
Микрофоны определяют высоту звука посредством анализа частоты подаваемого сигнала при помощи быстрого преобразования Фурье, используя для этого цифровую обработку сигналов. Полученное значение частоты после этого сравнивается с записанными значениями, на основании чего принимается решение о правильности спетой ноты. При анализа обычным песенных фрагментом на используется распознавание речи, поэтому можно издавать в микрофон произвольные звуки (гудение, жужжание и т. п.) с правильной высотой звука, за что будут начислены соответствующие очки. Для фрагментов из рэп-композиций может применяться сочетание распознавания речи и обнаружения ритма.
Звукозаписи оригинальной SingStar для PlayStation 2 были модифицированы для возможности полностью убирать голос исполнителя. Впоследствии от этой особенности отказались, поскольку необходимость обработки звукозаписей могла ограничить количество доступных для разработчика количества песен. В версии SingStar для PlayStation 3 была представлена функция цифрового подавления вокала, используя технологию ADRess (Azimuth Discrimination and Resynthesis, с англ. — «Азимутальное распознавание и ресинтез»), разработанную Дэном Бэрри (англ. Dan Barry) из Audio Research Group, расположенной в Дублинском технологическом институте (англ. Dublin Institute of Technology). Настройки ADRess отличаются для каждой звукозаписи. Технология способна успешно удалять вокал из приблизительно 80 % записей.
Версия для PlayStation 3 также поддерживает различные плагины VST, разработанные Sound Forge, адаптированные для запуска и выполнения на приставке. Сигнал поступает в цепь голосовых сигналов, среди функций которого фильтр верхних частот, Wave Hammer, реверберация со временем затухания 1,2 с. Пользователи могут управлять обработкой звука при воспроизведении, добавляя такие эффекты как, например, изменение высоты звука.

### PlayStation Home
24 сентября 2009 года компания SCE London Studios запустила тематическое пространство на интернет-ресурсе сообщества PlayStation Home. Это пространство получило название The SingStar Rooms и в него вошли: танцпол, музыкальный автомат и различные виды подарков для пользователей. Оно доступно в европейской и североамериканской версиях PlayStation Home.
Существует также VIP Room, используемый во время событий. Первое из таких событий было посвящено британскому рэп-исполнителю и обладателю премии Mercury Prize Диззи Раскалу, оно проходило с 24 сентября по 9 октября 2009 года. Исполнитель выступил для сообществ PlayStation Home и SingStar, а также в течение часа после выступления отвечал на вопросы. Одновременно с этим были выпущены приуроченные к событию предметы типа Dizzee Mask. Событие проводилось как для европейской, так и для североамериканской версий, однако ответы на вопросы были даны только для европейских пользователей.
Также VIP Room использовалась с 17 декабря 2009 года по 14 января 2010 года во время рождественских праздников, проводились мини-игры и раздавались подарки.

## Критика
| Игра                  | GameRankings |
| --------------------- | ------------ |
| SingStar (2004)       | 84,56 %      |
| SingStar Party        | 74,75 %      |
| SingStar Rocks!       | 72,80 %      |
| SingStar Pop          | 72,78 %      |
| SingStar ‘80s         | 79,07 %      |
| SingStar Amped        | 77,05 %      |
| SingStar Rock Ballads | 72,90 %      |
| SingStar R&B          | 72,00 %      |
| SingStar ‘90s         | 74,97 %      |
| SingStar Party Hits   | 74,00 %      |
| SingStar Pop Vol. 2   | 73,00 %      |
| SingStar Country      | 76,92 %      |
| SingStar Legends      | 77,85 %      |
| SingStar ABBA         | 68,17 %      |

| Игра                     | GameRankings |
| ------------------------ | ------------ |
| SingStar (2007)          | 82,69 %      |
| SingStar Vol. 2          | 77,83 %      |
| SingStar Vol. 3          | 71,50 %      |
| SingStar ABBA            | 74,42 %      |
| SingStar Pop Edition     | 75,36 %      |
| SingStar Queen           | 75,58 %      |
| SingStar Motown          | 78,80 %      |
| SingStar Take That       | 75,42 %      |
| SingStar Dance           | 64,94 %      |
| SingStar: Ultimate Party | 46,92 %      |

Игры серии SingStar стали вполне коммерчески успешными в Европе и Австралии. Суммарные продажи в PAL-регионе составили более 16 млн копий, также было продано 1,5 млн копий в США. Из интернет-сервиса SingStore было загружено более 4 млн песен. Игры SingStar и SingStar Party в 2005 году были совместно награждены премией Британской Академии в области видеоигр за оригинальность. В 2017 году игра SingStar Celebration была выдвинута на соискание 21-й ежегодной премии Академии интерактивных искусств и наук в номинации «Семейная игра года» (англ. Family Game of the Year).
Игры серии SingStar получили положительные оценки критиков. Сводный рейтинг на агрегаторах рецензий составил в среднем 70-75 % как на Metacritic, так и на GameRankings. При этом первая игра серии — SingStar для PlayStation 2 — получила сводный рейтинг 84,56 % по версии GameRankings. Версия этой игры для PlayStation 3 получила 82,69 % по версии GameRankings, 82/100 по версии Metacritic, и 85/100 по версии «Критиканства».
SingStar, первая игра серии, получила теплый прием критиков. Издание Eurogamer назвало SingStar «безусловно социальной игрой» и оценило игру «отточенной, выверенной и предназначенной для создания максимально возможного уровня развлечения». В то же время они отметили недостаток в том, что иногда происходит рассинхронизация системы начисления очков и звукозаписи. Австралийское интернет-издание PALGN отметила однопользовательский режим «немного скучным», однако назвало многопользовательский компонент «лучшим аспектом SingStar», а саму игру назвало «вызывающей привязанность».
Серия SingStar вышла на рынок США с игрой SingStar Rocks!, где её сравнивали с серией игр Karaoke Revolution. В IGN раскритиковали отсутствие в игре возможности удалить из звукозаписей вокал и отметили, что использование оригинальных музыкальных видеоклипов «навредило возможности полностью погрузиться в пение». Также они описали интерфейс SingStar как «грубо взломанную систему» в сравнении с интерфейсом прокручивания звукозаписи в Karaoke Revolution. Издание 1UP критиковало игру за отсутствие возможности создания персонажа, наград и разблокируемых предметов. Они отметили, что «игре SingStar не хватает такого ощущения „игры“, которое присуще Karaoke Revolution».
В некоторых играх серии для PlayStation 2 были добавлены новые функции. Режим пения дуэтом был так охарактеризован изданием Eurogamer: «попадания и промахи с песнями, видимо, специально разделенными на „веселые“ и „скучные“ фрагменты». В PALGN отметили, что рэп-фрагменты, представленные в SingStar Pop, стали «сложнейшими частями всей игры» и являются элементами, вносящими разнообразие в серию. в SingStar Pop также были представлены так называемые «миксы» (англ. medleys), которые состоят из комбинации припевов случайных песен. Эти миксы были охарактеризованы так: «забавно наблюдать, захватывающе играть», несмотря на возможное разочарование.
Основное различие между разными играми серии для PlayStation 2 заключается в составе звукозаписей на диске игры. Некоторые из них были встречены более положительно, чем другие. Список звукозаписей для британского издания SingStar Legends получил такую оценку от Eurogamer: «одновременно эклектический и фантастический», тогда как музыка из SingStar Pop Hits была названа «бессвязным набором того, что хит-парады называют крутым, без учета, может ли это быть забавным на караоке-вечеринке». Локализация некоторых игр серии также подвергалась критической оценке. PALGN похвалил локализованный австралийский контент игры SingStar Rocks!, тогда как в SingStar Pop Hits (которая содержала список звукозаписей практически идентичный британской версии) были песни, которые австралийцы ранее вообще не слышали.